# 須賀神社 (杉並区)
須賀神社（すがじんじゃ）は、東京都杉並区成田東にある神社。

## 由緒
承平天慶の乱の後、天慶4年(941年)に安房守平公雅によって創建され、慶長4年(1599年)に再建されたとも伝えられているが、安政年間に記録を焼失したため確証がない。いずれにしろ、近世初期にはすでに建立されていたものと考えられており、江戸時代には牛頭天王社と呼ばれていた。社名は出雲の須賀神社（須我神社）にちなんでおり、別当寺は宝昌寺であった。のち昭和33年(1958年)には社殿を新築、同時に旧拝殿を神楽殿に改築するなど、現在の景観が整えられた。また境内末社として御嶽神社と稲荷神社があり、隣接する境外に成宗五色弁財天堂がある。

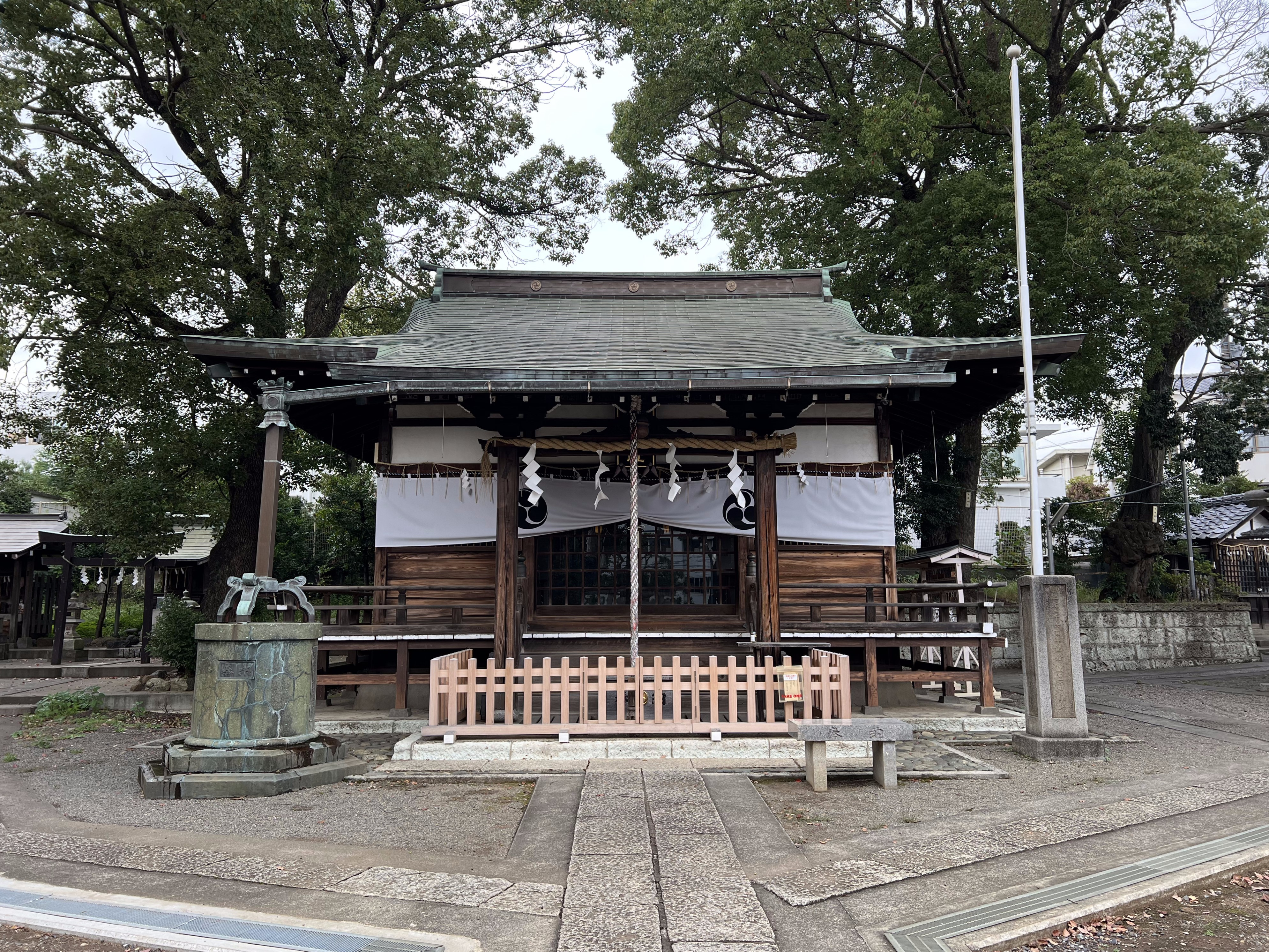
拝殿
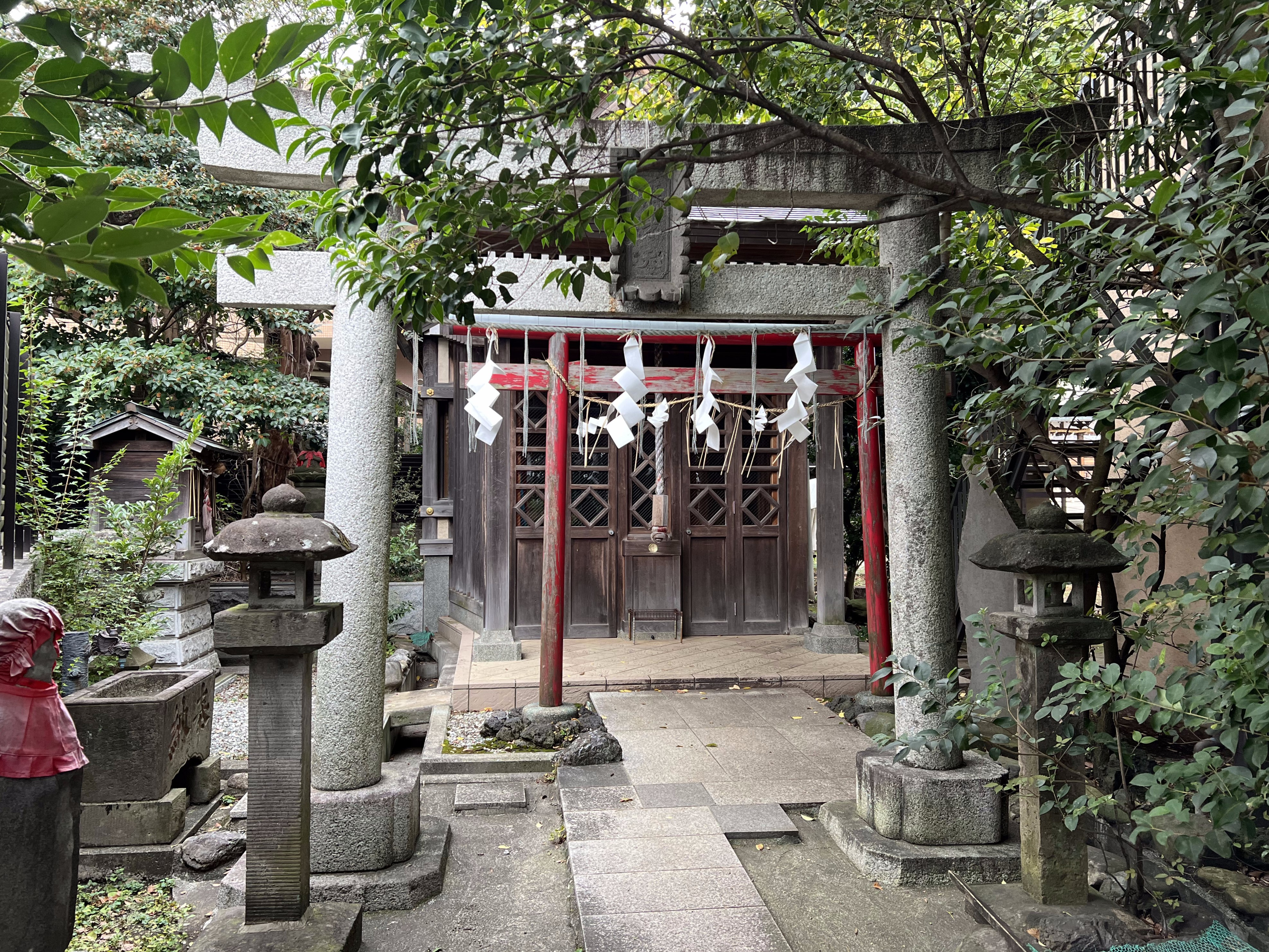
成宗弁財天社

## 境内社
- 御嶽神社
- 稲荷神社

## アクセス
- 東京メトロ丸ノ内線・南阿佐ケ谷駅より徒歩約8分